# Ines Godazgar
Ines Godazgar (* 14. August 1966 in Merseburg) ist eine deutsche Journalistin und Autorin. Bekannt wurde sie durch ihre langjährige Tätigkeit für die Mitteldeutsche Zeitung sowie durch Bücher, die sich mit DDR-Geschichte und Biografien beschäftigen.

## Leben
Godazgar wurde 1966 in Merseburg (Sachsen-Anhalt) geboren und wuchs in Halle (Saale) auf. Sie absolvierte zunächst eine Schriftsetzerlehre und begann 1988 ein Lehramtsstudium für Deutsch und Geschichte an der Martin-Luther-Universität Halle-Wittenberg. Nach der Wiedervereinigung studierte sie von 1990 bis 1996 Germanistik und Pädagogik an der Technischen Universität Braunschweig und schloss mit dem Magister Artium ab. 1992 verbrachte sie einen Studienaufenthalt an der University of Texas at Austin in den USA. Zwischen 1996 und 2000 arbeitete Godazgar freiberuflich für den Kinderhörfunk des Mitteldeutschen Rundfunks (MDR). Von 1996 bis 2012 war sie feste freie Mitarbeiterin in der Lokalredaktion Halle der Mitteldeutschen Zeitung, wo sie vor allem über Wissenschaftsthemen schrieb. 2006 und 2007 übernahm sie zusätzlich freiberufliche Pressearbeit für das Fraunhofer-Institut für Werkstoffmechanik in Halle (Saale). Für die Nationale Akademie der Wissenschaften Leopoldina erstellt sie seit 2008 historische Mitgliederprofile, darunter auch die zur Akademie angehörenden Nobelpreisträger. Aus dieser Arbeit entstand das Projekt Nobelpreisträger. Genies wie Du und ich, für das die Autorin ein sechsmonatiges Arbeitsstipendium der Kunststiftung Sachen-Anhalt erhielt. Für das Wissenschaftsmagazin scientia halensis der Martin-Luther-Universität Halle-Wittenberg arbeitet sie seit 2014 als Autorin.
Godazgar lebt und arbeitet als freischaffende Journalistin in Halle (Saale). Sie ist verheiratet mit dem Journalisten und Autoren Peter Godazgar.

## Werk
Godazgar widmet sich in ihren Publikationen vor allem zeitgeschichtlichen Themen mit Fokus auf der DDR-Vergangenheit und der Aufarbeitung der deutschen Teilung. Ihre Bücher basieren häufig auf Zeitzeugeninterviews und dokumentieren individuelle Lebenswege.
2023 erschienen das von der Landeszentrale für politische Bildung, der Stiftung Gedenkstätten Sachsen-Anhalt und der Beauftragten des Landes Sachsen-Anhalt zur Aufarbeitung der SED-Diktatur gemeinsam herausgegebene Buch Grenzschicksale: Als das Grüne Band noch grau war. Es enthält Zeitzeugenberichte von Menschen, deren Leben durch die innerdeutsche Grenze geprägt wurde. Die Beiträge sind auf der Grundlage persönlicher Interviews entstanden; aus ihnen hat die Autorin in enger Abstimmung mit den Zeitzeuginnen und Zeitzeugen die Texte verfasst.  Das gemeinsam mit der Mosambikanerin Francisca Raposo erarbeitete und der Beauftragen des Landes Sachsen-Anhalt zur Aufarbeitung der SED-Diktatur herausgegebene Buch Von Mosambik in die DDR (2023) schildert den Bildungsaufenthalt mosambikanischer Jugendlicher an der „Schule der Freundschaft“ in Staßfurt und deren Lebenswege nach der Rückkehr.
Sie ist zudem Co-Autorin der Biografie Marathon mit Mauern (2021) des DDR-Bürgerrechtlers Lothar Rochau.

## Veröffentlichungen (Auswahl)
- Lothar Rochau: Marathon mit Mauern. Mein deutsch-deutsches Leben. Mit Ines Godazgar und Peter Godazgar. Mitteldeutscher Verlag, Halle (Saale) 2021, ISBN 978-3-96311-471-7.
- Grenzschicksale: Als das grüne Band noch grau war. Verlag Janos Stekovics, Dößel 2023, ISBN 978-3-89923-450-3.
- Francisca Raposo: Von Mosambik in die DDR: Meine Zeit an der „Schule der Freundschaft“ in Staßfurt. Mitteldeutscher Verlag, Halle (Saale) 2023, ISBN 978-3-96311-761-9.
- Petra Reichenbach (Hrsg.): Starke Frauen in der Lichtenburg: Fünf Kurfürstinnen und fünf KZ-Insassinnen über Ausgrenzung und Verfolgung. Verlag Janos Stekovics, Dößel.